# Ludwika Chewińska
Ludwika Chewińska (* 9. Oktober 1948 in Raczek als Ludwika Dobrowolska) ist eine ehemalige polnische Leichtathletin, die sich auf das Kugelstoßen spezialisiert hat. Sie ist aktuell Inhaberin des polnischen Landesrekordes und feierte ihren größten Erfolg mit dem Vizehalleneuropameistertitel 1973 in Rotterdam.

## Sportliche Laufbahn
Erste internationale Erfahrungen sammelte Ludwika Chewińska vermutlich im Jahr 1971, als sie bei den Halleneuropameisterschaften in Sofia mit einer Weite von 15,85 m den neunten Platz im Kugelstoßen belegte. Im August gelangte sie dann bei den Freiluft-Europameisterschaften in Helsinki mit 16,64 m auf Rang zehn. Im Jahr darauf belegte sie bei den Halleneuropameisterschaften in Grenoble mit 17,88 m den fünften Platz und erreichte im September bei den Olympischen Sommerspielen in München mit 18,24 m im Finale Rang zehn. 1973 gewann sie bei den Halleneuropameisterschaften in Rotterdam mit 18,29 m die Silbermedaille hinter der Tschechoslowakin Helena Fibingerová und im Jahr darauf wurde sie bei den Europameisterschaften in Rom mit 18,98 m Fünfte. 1975 belegte sie bei der Sommer-Universiade ebendort mit 47,98 m den siebten Platz im Diskuswurf und gelangte mit der Kugel mit 17,73 m auf Rang vier. Im Jahr darauf erreichte sie bei den Halleneuropameisterschaften in München mit 18,26 m den achten Platz und 1983 beendete sie ihre aktive sportliche Karriere im Alter von 35 Jahren.
In den Jahren von 1970 bis 1976 sowie von 1980 bis 1983 wurde Chewińska polnische Meisterin im Kugelstoßen im Freien sowie 1973, 1975 und 1976 sowie 1981 und 1982 auch in der Halle.